# Kolumne (Seite)

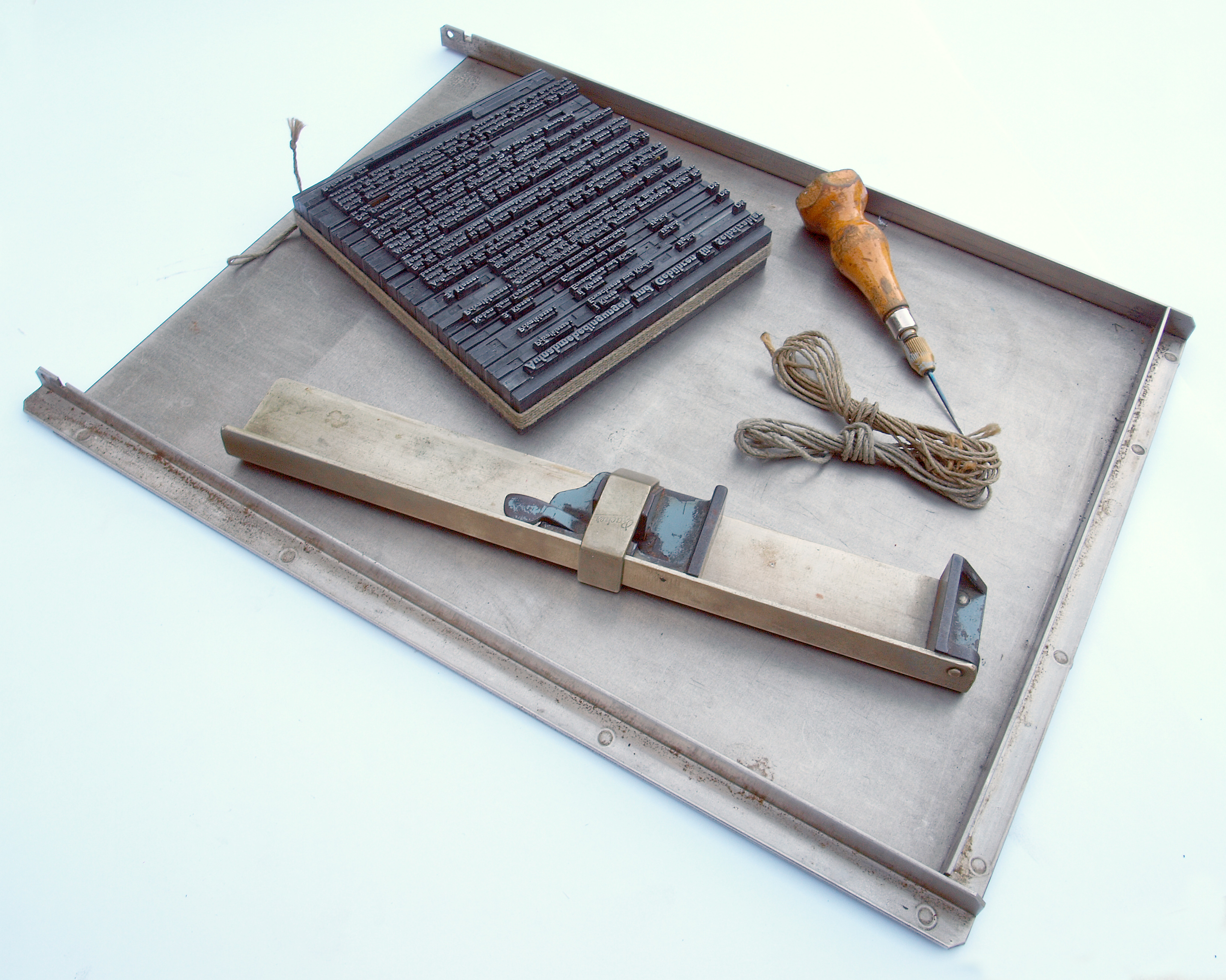
Ausgebundene Kolumne mit Handsatz-Werkzeug auf einem Setzschiff

Kolumne (in älterer Schreibweise auch Columne, von lat. „columna“, die Säule) wurde bis ins 20. Jahrhundert hinein von den Buchdruckern im Handsatz für die Seite eines gedruckten Buches verwendet und entspricht daher dem heutigen Satzspiegel. Ein zweispaltiger Satz wurde dementsprechend als gespaltene Kolumne bezeichnet und die entsprechenden Teile der Seiten „Spalten“. Erst seit dem 20. Jahrhundert wird der Begriff ausschließlich als Spalte im Mehrspaltensatz aufgefasst.
Anlass für die Benennung einer Seite als Kolumne (Säule) war sicher der Eindruck, der durch die Anwendung des Blocksatzes auf Textzeilen entsteht. Insbesondere wenn die Seite nicht durch Einzüge in Absätze gegliedert ist, ergibt sich so auf einem Hochformat das Erscheinungsbild einer vertikal ausgerichteten Textmasse, die als Säule interpretiert werden kann.
Die Kolumnenziffer („Columnenziffer“) ist dementsprechend die Seitenzahl. Der ebenfalls daraus abgeleitete Begriff Kolumnentitel („Columnentitel“) entspricht dem der heutigen Kopfzeile, siehe Kolumnentitel. Das auf dem Setzschiff angezeichnete Kolumnenmaß („Columnenmaß“) bildete entsprechend dem späteren Satzspiegel die Begrenzungen des Satzes. Es enthielt sowohl den Kolumnentitel als auch die übrigen Textzeilen. Der Kolumnentitel gehörte demnach zur Kolumne, befanden sich also innerhalb des Satzspiegels. Nach der Herstellung des Zeilensatzes wurden die einzelnen Zeilen innerhalb des Kolumnenmaßes mit der Kolumnenschnur („Columnenschnur“) ausgebunden und auf diese Weise die Kolumne hergestellt. Diese wurde schließlich auf das Setzbrett gestellt (ausgeschossen).

## Geschichte
Nach dem Zedler-Lexikon wird „Colomne“ bei den Buchdruckern „die auf einer Seite des Blats von oben bis unten herunter gesetzten Zeilen“ genannt. In den kleinen und der ganz überwiegenden Zahl von Büchern sei nur eine Kolumne zu finden. Nur bei größeren gebe es manchmal zwei, drei oder mehr Kolumnen. Auch für J. C. Adelung im Grammatisch-kritischen Wörterbuch der Hochdeutschen Mundart ist „Columne“ die Seite eines bedruckten Blattes. Gespaltene Kolumnen würden diejenigen genannt, welche in „zwey oder mehr Spalten von oben herunter“ geteilt sind. Hier ist also der heutige Gebrauch des Wortes vorbereitet.
In der Ökonomischen Enzyklopädie (1773–1858) von J. G. Krünitz wird mitgeteilt, die „Columne“ sei in Buchdruckereien „die gesetzten Lettern einer Seite irgend eines Buchs zusammengenommen, oder auch die abgedruckte Seite selbst“. Die oberste Reihe enthalte die Kolumnenzahl und darüber hinaus noch einen Kolumnentitel. Auch in Herders Conversations-Lexikon (1854–1857) ist „Columne“ in der Buchdruckerei „der Letternsatz für eine Druckseite; ist sie der Länge nach in 2 Theile getheilt, so heißt sie eine gespaltene.“
C. A. Franke gibt 1856 in seinem „Katechismus der Buchdruckerkunst“ folgende Anweisungen: „Jede Seite (Kolumne) muß entweder blos mit einer Seitenzahl (Kolumnenziffer), oder nebst dieser noch mit der kurzen Inhaltsangabe versehen sein. In ersterem Falle nennt man diese Zeile einen todten, im letztern einen lebenden Kolumnentitel.“ Laut Pierer’s Universal-Lexikon (4. Aufl. 1857–1865) ist „Columne“ so viel wie Seite, daher seien gespaltene Kolumnen Seiten, die in der Mitte geteilt sind und „diese Hälften Spalten, während bei dem Gegentheil die Zeilen durchgehend sind, daher die C. ohne Unterbrechung füllen.“ Ebenso sagt Bachmann ausdrücklich: "Da die Buchdrucker statt Seite den Ausdruck "Columne" gebrauchen..."